# Liste de films d'espionnage
Chaque film d'espionnage de cette liste est classé à la fois par thème et ordre chronologique.

## Films d'espionnage réalistes

### Avant la Grande Guerre
- 1897 : Exécution d'un espion de Georges Méliès.
- 1908 : The Boston Tea Party d’Edwin S. Porter
- 1909 : L'Espion de D. W. Griffith.
- 1910 : The Conféderate Spy de Sidney Olcott.
- 1911 : 
  - The Spy de Otis Turner.
  - The Spy de Francis Bogg.
- 1912 : 
  - The Confederate Ironclad de Kenean Buel.
  - On Secret Service de Walter Edwards.
- 1913 : 
  - A True Believer de Burton L. King.
  - The Battle of Shiloh de Joseph W. Smiley.
  - Protéa de Victorin Jasset.
  - O.H.M.S, d'Alexander Butler.
  - A Daughter of Confederacy de Sidney Olcott.
- 1914 : 
  - The Spy d’Otis Turner 
  - The Seats of the Mighty de T. Hayes Hunter.
- 1916 : Chantecoq, l'espionne de Guillaume de Henri Pouctal
- 1922 : Verklungene Zeiten de Hans Karl Breslauer.
- 1925 : Oberst Redl de Hans Otto.
- 1926 : 
  - Raymond s'en va-t-en guerre de Clarence G. Badger
  - Hands Up! de Clarence G. Badger.
- 1927 : The Heart of Maryland de Lloyd Bacon
- 1928 : 
  - Marquis d'Eon, der Spion der Pompadour de Karl Grune.
  - La Belle Ténébreuse de Fred Niblo.
- 1930 : Only the Brave de Frank Tuttle.
- 1931 : Secret Service de J. Walter Ruben.
- 1934 : 
  - La Châtelaine du Liban de Jean Epstein.
  - Schwarzer Jäger Johanna de Johannes Meyer.
  - Agent no 13 de Richard Boleslawski.
- 1935 : 
  - Der höhere Befehl de Gerhard Lamprecht.
  - La Fille du rebelle de David Butle.
- 1936 : 
  - Spy of Napoleon de Maurice Elvey.
  - Trailin' West de Anthony Coldeway.
  - L'Espion Akanichi Kakita de Mansaku Itami.
- 1937 : L'Espionne de Castille de Robert Z. Leonard.
- 1941 : Kameraden de Hans Schweikart.
- 1945 : Les Amours de Salomé de Charles Lamont
- 1946 : The Curse of the Wraydons de Victor M. Gover.
- 1948 : 
  - La Cité de la peur de Sidney Lanfield.
  - A Southern Yankee de Edward Sedgwick.
- 1950 : 
  - Correo del Rey de Ricardo Gascón Ferré.
  - Kim de Victor Saville.
  - La veuve réticente (The Reluctant Widow) de Bernard Knowles.
- 1951 : Tête d’or et Tête de bois ou L'homme du Missouri de Leslie Fenton.
- 1952 : La Mission du commandant Lex de André de Toth.
- 1953 : La Belle Espionne de Raoul Walsh.
- 1955 : Duel d'espions de John Sturges.
- 1967 : The Fastest Guitar Alive de Mickey Moore.
- 1978 : Les 39 Marches de Don Sharp.
- 1979 : Le mystère des sables de Tony Maylam.
- 1984 : Kim de John Davies.
- 1990 : The Rose and the Jackal de Jack Gold.
- 1996 : L'Agent secret de Christopher Hampton.
- 2005 : Turetskiy Gambit de Dzhanik Faiziyev.

### Sur la Première Guerre mondiale
- 1914 : The German Spy Peril, de Bert Haldane.
- 1915 : 
  - Jack Tar de Bert Haldane.
  - La Course à la mort de Joseph Faivre.
  - The Man Who Stayed at Home de Cecil M. Hepworth
- 1916 :Somewhere in France de Louise Glaum et Howard C. Hickman.
- 1917 :
  - La Route de l'honneur (The Dark Road) de Charles Miller .
  - L'espion (Der Spion) de Karl Heiland.
  - The Secret Game de Jesse Lasky.
  - Souls in Pawn de Henry King.
- 1918 : 
  - The Eagle's Eye de George Lessey, Wellington A. Playter, Leopold Wharton et  Theodore Wharton.
  - Till I Come Back to You de Cecil B. DeMille
  - Madame Spy de Douglas Gerrard.
- 1919 : 
  - Périlleuse Mission d'Irvin Willat.
  - Shadows of Suspicion de Edwin Carewe.
  - The Man Who Stayed at Home d'Herbert Blaché.
- 1923 : Three Faces East de Rupert Julian.
- 1926 : 
  - The Great Deception de Howard Higgin.
  - Mare Nostrum de Rex Ingram.
  - Three Faces East de Rupert Julian.
  - En plongée de Jacques Robert.
  - The Better 'Ole de Charles Reisner.
  - Mademoiselle from Armentieres de Maurice Elvey.
- 1927 : 
  - Dawn de Herbert Wilcox.
  - Mata Hari de Friedrich Fehér.
- 1929 : 
  - Espionnage ou la Guerre sans armes de Jean Choux.
  - La Garde noire de John Ford.
- 1930 : 
  - The W Plan de Victor Saville.
  - Inside the Lines de Roy Pomeroy.
  - Young Eagles de William A. Wellman.
  - Agent Z 1 (Three Faces East) de Roy Del Ruth.
- 1931 : 
  - The Gay Diplomat de Richard Boleslawski.
  - Mata Hari de George Fitzmaurice.
  - In the Employ of the Secret Service de Gustav Ucicky.
  - Agent X 27 de Josef von Sternberg.
  - A Woman of Experience de Harry Joe Brown.
- 1932 : 
  - Under False Flag de Johannes Meyer.
  - A Passport to Hell de Frank Lloyd.
  - Die unsichtbare Front de Richard Eichberg.
- 1933 : 
  - Les Sacrifiés de George Archainbaud.
  - Spione am Werk de Gerhard Lamprecht.
  - L'Homme des services secrets de Gerhard Lamprecht.
  - On Secret Service de Arthur B. Woods.
  - J'étais une espionne de Victor Saville.
  - Après ce soir (After Tonight) de George Archainbaud.
- 1934 : 
  - Madame Spy de Karl Freund.
  - L'Espionne Fräulein Doktor de Sam Wood.
- 1935 : 
  - Intelligence Service de Louis J. Gasnier et Charles Barton.
  - Moscow Nights d'Anthony Asquith.
  - The Crouching Beast de Victor Hanbury.
  - Code secret de William K. Howard.
- 1936 : 
  - Suzy de George Fitzmaurice.
  - Quatre de l'espionnage de Alfred Hitchcock.
  - L'Espionne Elsa de Robert Florey.
- 1937 : 
  - Amour d'espionne de Gregory Ratoff.
  - Marthe Richard, au service de la France de Raymond Bernard.
  - Le Chevalier sans armure de Jacques Feyde.
  - Le Mystère de la Section 8 de Victor Saville.
  - Mademoiselle Docteur d'Edmond T. Gréville.
  - Amour d'espionne de Gregory Ratoff.
  - Salonique, nid d'espions de Georg Wilhelm Pabst.
  - Secret Lives d'Edmond T. Gréville.
  - Sœurs d'armes de Léon Poirier.
- 1938 : Ultimatum de Robert Wiene.
- 1939 : 
  - L'Espion noir de Michael Powell.
  - Edith Cavell de Herbert Wilcox.
  - Deuxième Bureau contre Kommandantur de René Jayet et Robert Bibal.
- 1940 : 
  - Spy for a Day de Mario Zampi.
  - British Intelligence Service de Terry O. Morse.
- 1950 : Fusillé à l'aube de André Haguet.
- 1951 : Senza bandiera de Lionello De Felice.
- 1964 : Mata Hari, agent H 21 de Jean-Louis Richard.
- 1968 : Operación Mata Hari de Mariano Ozores.
- 1969 : Fräulein Doktor de Alberto Lattuada.
- 1970 : Darling Lili de Blake Edwards.
- 1971 : Zeppelin d'Étienne Périe.
- 1972 : Up the Front de Bob Kellett.
- 1978 : Les 39 Marches, de Don Sharp.
- 1985 : Mata Hari de Curtis Harrington
- 2000 : Britannic de Brian Trenchard-Smith.
- 2021 : The King's Man : Première Mission de Matthew Vaughn.

### Entre-deux-guerres
- 1919 : 
  - Tih Minh de Louis Feuillade.
  - L'Intervention de Protéa de Jean-Joseph Renaud.
- 1920 : Sur le front rouge de Lev Koulechov.
- 1923 : 
  - L'Espionne de Henri Desfontaines.
  - The Silent Command de J. Gordon Edwards.
- 1926 : 
  - Miss Mend de Boris Barnet et Fedor Otsep.
  - Across the Pacific de Roy Del Ruth.
- 1927 : La Valise du courrier diplomatique d'Alexandre Dovjenko.
- 1928 : Les Espions de Fritz Lang.
- 1929 : 
  - The King of the Kongo de Richard Thorpe.
  - Ça gaze (Would You Believe It!) de Walter Forde.
  - Die Abenteurer G.m.b.H. de Fred Sauer.
- 1932 : Murder at Dawn de Richard Thorpe
- 1933 : 
  - Salon Dora Green de Henrik Galeen.
  - L'Homme des services secrets de Gerhard Lamprecht.
  - Die unsichtbare Front de Richard Eichberg.
  - Taifun de Robert Wiene.
- 1934 : 
  - L'Homme qui en savait trop, d'Alfred Hitchcock.
  - Agent britannique de Michael Curtiz.
  - Marie Galante de Henry King.
- 1935 : 
  - Les 39 marches, d'Alfred Hitchcock, d'après le roman de John Buchan.
  - Deuxième bureau de Pierre Billon.
- 1936 : 
  - Le Disque 413 de Richard Pottier.
  - The Secret of Stamboul de Andrew Marton.
  - Agent secret, d'Alfred Hitchcock.
  - Verräter de Karl Ritter.
  - Les Loups entre eux de Léon Mathot.
  - La Maison aux mille bougies de Arthur Lubin.
  - Agent secret de Alfred Hitchcock.
  - Au service du tsar de Pierre Billon.
  - Sous le masque de Malcolm St. Clair.
  - Second Bureau de Victor Hanbury.
  - Quatre de l'espionnage, d'Alfred Hitchcock.
  - Eskapade de Erich Waschneck.
- 1937 : 
  - Double Crime sur la ligne Maginot de Félix Gandéra.
  - Bulldog Drummond at Bay de Norman Lee.
  - Le Chevalier sans armure de Jacques Feyder.
  - Espionage de Kurt Neumann.
  - L'Homme à abattre de Léon Mathot.
  - Espionnage de Kurt Neumann.
  - Troïka sur la piste blanche de Jean Dréville.
- 1938 : 
  - Blocus de William Dieterle
  - Le Masque de Dimitrios de Jean Negulesco.
  - Rote Orchideen de Nunzio Malasomma.
  - Une femme disparaît, d'Alfred Hitchcock.
  - Strange Boarders de Herbert Mason.
  - Gibraltar de Fedor Ozep.
  - Geheimzeichen LB 17 de Victor Tourjansky.
  - Le Capitaine Benoît de Maurice de Canonge.
- 1939 : 
  - Les Noces de Toprin de André de Toth.
  - They Made Her a Spy de Jack Hively.
  - Service secret de l'air de Noel M. Smith.
  - Spies of the Air de David MacDonald.
  - Armes secrètes de Tim Whelan.
  - Sons of the Sea de Maurice Elvey.
  - Nick Carter, Master Detective de Jacques Tourneur.
  - Mr. Moto's Last Warning de Norman Foster
  - The Lone Wolf Spy Hunt de Peter Godfrey.
  - Le Gangster espion d'Edward Dmytryk.
- 1940 : Achtung ! Feind hört mit ! d'Arthur Maria Rabenalt.
- 1941 : 
  - Európa nem válaszol de Géza von Radványi.
  - Monsieur Smith agent secret de Leslie Howard.
- 1942 :  Documento Z-3 de Alfredo Gu arini.
- 1943 : Nid d'espions de Richard Wallace.
- 1944 : Hotel Reserve de Lance Comfort, Mutz Greenbaum et Victor Hanbury.
- 1945 : 
  - Agent secret de Herman Shumlin.
  - Du sang dans le soleil de Frank Lloyd
- 1947 : Les Anneaux d'or de Mitchell Leisen.
- 1954 : Rittmeister Wronski de Ulrich Erfurth.
- 1959 : Les 39 Marches, de Ralph Thomas.
- 1975 : Des diamants pour la dictature du prolétariat de Grigori Kromanov.
- 1990 : The Fourth Reich de Manie van Rensburg.
- 2020 : Les Espions de l'aube d'Yimou Zhang.

### Pendant la Deuxième Guerre mondiale

#### De 1939 à 1945
- 1939 : 
  - Armes secrètes de Tim Whelan,
  - Les Aveux d'un espion nazi, d'Anatole Litvak.
  - Secret Journey de John Baxter.
  - Sidi-Brahim de Marc Didier.
  - Traitor Spy de Walter Summers.
  - Agent double de Lloyd Bacon.
- 1940 : 
  - Mystery Sea Raider de Edward Dmytryk.
  - Face au destin d'Henri Fescourt
  - Murder in the Air de Lewis Seiler.
  - Train de nuit pour Munich de Carol Reed.
  - Enemy Agent de Lew Landers.
  - Espionne à bord de Michael Powell.
  - Bulldog Sees it Through de Harold Huth.
  - Correspondant 17 d'Alfred Hitchcock.
- 1941 :
  - Cottage à louer de Anthony Asquith.
  - Cinquième Bureau de Tim Whelan.
  - Dangerously They Live de Robert Florey.
  - Échec à la Gestapo de Vincent Sherman.
  - Espions volants de Frank McDonald
  - Monsieur Smith agent secret de Leslie Howard.
  - Une nuit à Lisbonne de Edward H. Griffith.
  - Holt of the Secret Service de James W. Horne .
  - Ici Londres de Edwin L. Marin.
  - International Lady de Tim Whelan.
  - La Tour de la terreur de Lawrence Huntington.
  - They Got Me Covered de David Butler.
- 1942 : 
  - Jordan le révolté de Frank Tuttle.
  - Forçats contre espions de Edward Dmytryk.
  - Hillbilly Blitzkrieg de Roy Mack.
  - Don't Talk de Joseph M. Newman.
  - GPU de Karl Ritter.
  - Secret Agent of Japan de Irving Pichel.
  - Les Yeux dans les ténèbres de Fred Zinnemann.
  - Atlantic Convoy de Lew Landers.
  - Cairo de W. S. Van Dyke.
  - Nazi Agent de Jules Dassin.
  - The Next of Kin de Thorold Dickinson.
  - Let's Get Tough! de Wallace Fox.
  - Attentat à Bakou de Fritz Kirchhoff.
  - Madame Spy, de Roy William Neill.
  - Cinquième Colonne d'Alfred Hitchcock.
  - Foreign Agent de William Beaudine.
  - Miss V from Moscow d'Albert Herman.
  - Griffes jaunes de John Huston.
  - Don Winslow of the Navy de Ford Beebe et Ray Taylor.
  - Un Américain pur sang de Richard Thorpe.
  - This Was Paris de John Harlow.
  - Counter-Espionage de Edward Dmytryk.
  - L'Espion n'est pas encore mort de Kōzaburō Yoshimura.
  - Shanghaï, nid d'espions de Irving Pichel.
  - Kaisen no zenya de Kōzaburō Yoshimura.
  - Marai no Tora de Koga Masato.
  - Daigoretsu no kyofu de Hiroyuki Yamamoto.
  - Madame Spy de Roy William Neill.
  - Nazi Agent de Jules Dassin.
  - The Dawn Express d'Albert Herman.
- 1943 : 
  - Jūkei kara kita otoko d'Hiroyuki Yamamoto.
  - Finance noire de Félix Gandéra.
  - Passport to Suez de Andre DeToth.
  - Les Cinq Secrets du désert de Billy Wilder.
  - Yellow Canary de Herbert Wilcox.
  - The Night Invader de Herbert Mason.
  - Intrigues en Orient de Raoul Walsh.
  - Escape to Danger de Lance Comfort.
  - Un espion a disparu de Richard Thorpe.
  - Die goldene Spinne d'Erich Engels.
  - Voyage au pays de la peur de Norman Foster.
  - Squadron Leader X de Lance Comfor.
  - La Guerre dans l'ombre de Harold S. Bucquet.
  - They Met in the Dark de Karel Lamač.
  - Nid d'espions de Richard Wallace.
  - Submarine Alert de Frank McDonald.
  - Quand le jour viendra de Herman Shumlin.
  - Appointment in Berlin d'Alfred E. Green.
  - Le Roi des cow-boys de Joseph Kane.
  - They Came to Blow Up America d'Edward Ludwig.
  - Du sang sur la neige de Raoul Walsh.
  - Spy Train de Harold Young.
- 1944 : 
  - Les Saboteurs de A. Edward Sutherland.
  - Tempête sur Lisbonne de George Sherman.
  - Espions sur la Tamise de Fritz Lang.
  - The Conspirators de Jean Negulesco.
  - Waterfront de Steve Sekely.
  - Ladies of Washington de Louis King.
  - Une heure avant l'aube de Frank Tuttle.
  - Secrets of Scotland Yard de George Blair.
  - Les Conspirateurs de Jean Negulesco.
  - Candlelight in Algeria de George King.
  - Action in Arabia de Léonide Moguy.
  - U-Boat Prisoner de Lew Landers et Budd Boetticher.
- 1945 : 
  - La Maison de la 92e Rue de Henry Hathaway.
  - Documents secrets de Léo Joannon.
  - Trahison japonaise de William A. Berke.

#### Après 1945
- 1946 : 
  - Cape et Poignard de Fritz Lang.
  - Teheran de Giacomo Gentilomo.
  - Les Héros dans l'ombre de Irving Pichel.
  - OSS de Irving Pichel.
  - L’Étrange Aventurière de Frank Launder.
  - Mission spéciale de Maurice de Canonge.
  - Lisbon Story de Paul L. Stein.
  - Service secret contre bombe atomique de Lawrence Huntington.
- 1947 : 
  - School for Danger de Teddy Baird.
  - 13, rue Madeleine de Henry Hathaway.
  - Secret Agent de Mikhail Maklyarsky.
  - Les Anneaux d'or de Mitchell Leisen.
- 1948 : 
  - Mare Nostrum de Rafael Gil.
  - Women in the Night de William Rowland.
  - Les Guerriers dans l'ombre de Charles Crichton.
  - Snowbound de David MacDonald.
- 1949 : 
  - Mission à Tanger d'André Hunebelle.
  - Radar Patrol vs. Spy King de Fred C. Brannon.
- 1950 : 
  - Mission secrète de Mikhaïl Romm.
  - Odette, agent S 23 de Herbert Wilcox.
- 1951 : 
  - Le Traître de Anatole Litvak.
  - J'étais une espionne américaine de Lesley Selander.
- 1952 : 
  - L'Affaire Cicéron, de Joseph L. Mankiewicz.
  - Operation Secret de Lewis Seiler.
- 1954 : 
  - L'Amiral Canaris d'Alfred Weidenmann.
  - Voyage au-delà des vivants de Gottfried Reinhardt.
- 1956 : 
  - L'Espion de la dernière chance de Werner Klingler.
  - L'Homme qui n'a jamais existé de Ronald Neame.
  - Londres appelle Pôle Nord de Duilio Coletti.
- 1957 : 
  - Intelligence Service de Michael Powell et Emeric Pressburger.
  - Cinq Secondes à vivre de Victor Vicas.
- 1958 : 
  - Contre-espionnage à Gibraltar de John Guillermin.
  - Agent secret S.Z. de Lewis Gilbert.
  - Chef de réseau de André de Toth.
- 1959 : 
  - Ordres secrets aux espions nazis de Samuel Fuller
  - La Nuit des espions de Robert Hossein.
  - R.P.Z. appelle Berlin de Ralph Habib.
- 1960 : 
  - Agent double de Hermann Leitner.
  - Far from the Motherland de Aleksei Shvachko.
  - Foxhole in Cairo de John Llewellyn Moxey.
- 1961 : 
  - L'Espionne des Ardennes de Byron Haskin.
  - Qui êtes-vous, Monsieur Sorge ? de Yves Ciampi
- 1963 : Geheimarchiv an der Elbe de Kurt Jung-Alsen
- 1965 : 
  - Opération Crossbow de Michael Anderson.
  - Morituri de Bernhard Wicki.
- 1966 :
  - I deal in danger de Walter Grauman.
  - La Fantastique Histoire vraie d'Eddie Chapman de Terence Young.
  - On Thin Ice de Damir Vyatich-Berezhnykh.
- 1967 : 
  - Et l'Angleterre sera détruite de János Veiczi.
  - Strong with Spirit de Viktor Georgiyev.
- 1968 : 
  - En pays ennemi d'Harry Keller.
  - The Secret Agent's Blunder de Venyamin Dorman.
  - Le Glaive et le Bouclier de Vladimir Bassov.
- 1971 : KLK Calling PTZ – The Red Orchestra de Horst E. Brandt.
- 1978 : Where were you, Odysseus ? de Timur Zoloyev.
- 1981 : 
  - L'Arme à l'œil de Richard Marquand.
  - Téhéran 43 de Alexandre Alov et Vladimir Naoumov.
- 1985 : Nom de code : Émeraude de Jonathan Sanger.
- 1989 : 
  - Le Complot du renard de Charles Jarrott.
  - L'Orchestre rouge de Jacques Rouffio.
- 1990 : Kawashima Yoshiko d'Eddie Fong.
- 2001 : Enigma de Michael Apted.
- 2003 : Spy Sorge de Masahiro Shinoda.
- 2012 : L'Espion d'Alexeï Andrianov.
- 2016 : 
  - Le Cyclotron de Olivier Asselin.
  - Alliés de Robert Zemekis.
- 2013 : Die Spionin de Miguel Alexandre.
- 2017 : A Call to Spy de Lydia Dean Pilcher.
- 2018 : The Catcher Was a Spy de Ben Lewin.
- 2019 : The Spy de Jens Jønsson.
- 2020 : O2 de Margus Paju.
- 2022 : La Ruse de John Madden.

### Pendant et après la Guerre froide
- 1946 : Les Enchaînés, d'Alfred Hitchcock.
- 1948 : 
  - Légion étrangère de Robert Florey
  - Sleeping Car to Trieste de John Paddy Carstairs.
  - Berlin Express de Jacques Tourneur.
  - Sofia de John Reinhardt.
  - Le Rideau de fer de William A. Wellman.
- 1949 : 
  - L'Île au complot de Robert Z. Leonard.
  - State Department: File 649 de Sam Newfield.
  - Guet-apens de Victor Saville
- 1950 : 
  - Chasse aux espions, de George Sherman.
  - Radar Secret Service de Sam Newfield.
  - Mission dangereuse de Roy Ward Baker.
- 1951 : 
  - Espionne de mon cœur de Norman Z. McLeod
  - Tokyo File 212 de Dorrell McGowan et Stuart E. McGowan.
- 1952 : 
  - Aveux spontanés de Robert Parrish.
  - Courrier diplomatique de Henry Hathaway.
  - Les loups chassent la nuit de Bernard Borderie.
  - Assignment – Paris! de Robert Parrish.
  - L'Espion de Russell Rouse.
- 1953 : 
  - L'Homme de Berlin de Carol Reed.
  - Le Port de la drogue de Samuel Fuller.
  - Coup de feu au matin de Robert Parrish.
- 1954 : 
  - Rapt à Venise de Mario Soldat.
  - Uomini ombra de Francesco De Robertis.
- 1955 : The Shadow Near the Pier de Mikhail Vinyarsky.
- 1956 : 
  - L'Énigmatique Monsieur D de Sheldon Reynolds.
  - Opération Tonnerre de Gérard Sandoz.
  - L'Homme qui en savait trop de Alfred Hitchcock.
- 1957 : 
  - Les Espions de Henri-Georges Clouzot.
  - Les espions s'amusent de Josef von Sternberg.
- 1958 : 
  - Le Gorille vous salue bien de Bernard Borderie
  - The Secret Man de Ronald Kinnoch.
  - Rocket Attack U.S.A de Barry Mahon.
- 1959 : 
  - La Valse du Gorille de Bernard Borderie
  - Le fauve est lâché de Maurice Labro.
  - Notre agent à La Havane de Carol Reed.
  - Les 39 Marches de Ralph Thomas.
- 1960 : 
  - Contre-espionnage d’André de Toth.
  - Les Mystères d'Angkor de William Dieterle.
  - Suspense au Deuxième Bureau de Christian de Saint-Maurice.
- 1961 : 
  - Ça va être ta fête de Pierre Montazel
  - De quoi tu te mêles, Daniela ! de Max Pécas.
  - Le Dernier Passage de Phil Karlson.
- 1962 :
  - Le Gorille a mordu l'archevêque de Maurice Labro
  - Un crime dans la tête de John Frankenheimer.
  - Les Ennemis d'Édouard Molinaro
- 1963 : 
  - Strictement confidentiel de János Veiczi.
  - L'espionne sera à Nouméa de Georges Péclet.
  - Pas de lauriers pour les tueurs de Mark Robson.
  - Ballade pour un voyou de Jean-Claude Bonnardot
  - Les Archives secrètes de l'Elbe de Kurt Jung-Alsen.
  - L'Honorable Stanislas, agent secret de Jean-Charles Dudrumet.
- 1964 : 
  - F.B.I. contre l'oeillet chinois de Rudolf Zehetgruber.
  - Le Tigre aime la chair fraîche de Claude Chabrol.
  - Preludio 11 de Kurt Maetzig.
- 1965 : 
  - Guerre secrète de Christian-Jaque, Werner Klingler, Carlo Lizzani et Terence Young.
  - Espionnage à Bangkok pour U-92 de Manfred R. Köhler et Alberto Cardone.
  - L'Espion qui venait du froid, de Martin Ritt.
  - Du suif dans l'Orient-Express de Alfred Weidenmann
  - Agent 3S3: Passeport pour l'enfer de Sergio Sollima.
  - Pleins feux sur Stanislas de Jean-Charles Dudrumet.
  - Ipcress, danger immédiat, de Sidney J. Furie.
  - Opération Lotus bleu de Sergio Grieco.
  - La Malle du Caire de Menahem Golan.
- 1966 : 
  - L'Espion de Raoul Lévy.
  - Un espion de trop de Joseph Sargent.
  - Ça casse à Caracas de Marcello Baldi.
  - Le Rideau déchiré de Alfred Hitchcock.
  - Mes funérailles à Berlin de Guy Hamilton.
  - K-17 attaque à l'aube de John O'Burges.
  - A 077 défie les tueurs de Antonio Margheriti.
  - Espionnage à Capetown d'Alberto De Martino.
  - Ça barde chez les mignonnes de Jesús Franco.
  - Le secret du rapport Quiller de Michael Anderson.
  - Agent 3S3, massacre au soleil de Sergio Sollima
  - Carré de dames pour un as de Jacques Poitrenaud.
  - Objectif Hambourg, mission 083 de Sergio Bergonzelli.
  - M.15 demande protection (The Deadly Affair) de Sidney Lumet.
  - Commissaire X dans les griffes du dragon d'or de Gianfranco Parolini.
  - Le spie uccidono in silenzio ou Los espías matan en silencio de Mario Caiano.
- 1967 : 
  - Peau d'espion d'Édouard Molinaro.
  - Sibérie, terre de violence de Harald Philipp.
  - La Griffe de Franklin J. Schaffner.
  - Le Judoka agent secret de Pierre Zimmer
  - Coup de force à Berlin de Sergio Grieco.
  - Monsieur Dynamite de  Franz Josef Gottlieb.
  - Un cerveau d’un milliard de dollars de Ken Russell.
- 1968 : 
  - Maldonne pour un espion d'Anthony Mann et Laurence Harvey.
  - Services spéciaux, division K de Val Guest.
  - Les requins volent bas de David Miller.
  - Espions en hélicoptère de Boris Sagal.
  - Coplan sauve sa peau de Yves Boisset.
  - La Saison morte de Savva Koulich.
- 1969 : L'Étau d'Alfred Hitchcock.
- 1970 : 
  - La Lettre du Kremlin de John Huston.
  - Le Miroir aux espions de Frank Pierson.
- 1971 : Et Jimmy alla vers l'arc-en-ciel d'Alfred Vohrer.
- 1972 : 
  - Notre agent à Salzbourg de Lee H. Katzin.
  - Requiem pour un espion de Lamont Johnson.
- 1973 : 
  - Le Piège de John Huston.
  - Le Serpent, de Henri Verneuil.
  - Le Silencieux, de Claude Pinoteau.
- 1974 : 
  - Le Dossier Odessa de Ronald Neame.
  - Conversation secrète de Francis Ford Coppola.
- 1975 : 
  - La Trahison de Cyril Frankel.
  - Les Trois Jours du condor de Sydney Pollack
- 1976 : Marathon Man de John Schlesinger.
- 1977 : Un espion de trop de Don Siegel.
- 1978 : 
  - La Loi de la CIA de Romolo Guerrieri.
  - Le Dossier 51, de Michel Deville.
- 1979 : 
  - Avalanche Express de Mark Robson et Monte Hellman.
  - The Human Factor de Otto Preminger.
- 1980 : Kaltgestellt de Bernhard Sinkel.
- 1981 : 
  - L'Arme à l'œil de Richard Marquand.
  - Il faut tuer Birgitt Haas de Laurent Heynemann.
  - Le Professionnel de Georges Lautner.
- 1982 : 
  - Espion, lève-toi, d'Yves Boisset.
  - Enigma de Jeannot Szwarc
- 1983 : SAS à San Salvador de Raoul Coutard.
- 1985 : 
  - Target d'Arthur Penn.
  - Drôles d'espions de John Landis.
  - Les Loups entre eux de José Giovanni
  - Le Jeu du faucon de John Schlesinger.
- 1987 : 
  - Agent trouble de Jean-Pierre Mocky.
  - Sens unique de Roger Donaldson.
- 1988 : Little Nikita de Richard Benjamin.
- 1990 : 
  - La Maison Russie de Fred Schepisi.
  - Nikita de Luc Besson.
- 1992 : La Sentinelle d'Arnaud Desplechin.
- 1994 : Les Patriotes d'Éric Rochant.
- 1995 : Bullet to Beijing de George Mihalka.
- 1996 : Midnight in Saint Petersburg de Douglas Jackson.
- 1997 : Contrat sur un terroriste de Christian Duguay.
- 1998 : 
  - Chapeau melon et bottes de cuir de Jeremiah S. Chechik.
  - Jeu d'espionne de Jim Donovan.
  - Ennemi d'État de Tony Scott.
- 1999 : In the Company of Spies de Tim Matheson.
- 2001 : 
  - Spy game, jeu d'espions de Tony Scott.
  - Stratégiquement vôtre de Tom Kinninmont.
  - Le Tailleur de Panama de John Boorman.
- 2002 : 
  - Bad Company de Joel Schumacher.
  - La Mémoire dans la peau, de Doug Liman.
- 2003 : 
  - La Recrue, de Roger Donaldson
  - Confessions d'un homme dangereux, de George Clooney, basé sur l'autobiographie de Chuck Barris.
- 2004 : 
  - Spartan de David Mamet.
  - Agents secrets, de Frédéric Schoendoerffer.
  - Triple Agent, d'Éric Rohmer.
  - La Mort dans la peau, de Paul Greengrass.
- 2005 : 
  - The Constant Gardener, de Fernando Meirelles.
  - Icône de Charles Martin Smith.
  - Syriana, de Stephen Gaghan.
- 2006 : 
  - Alex Rider : Stormbreaker de Geoffrey Sax.
  - L'Affaire CIA de Michael Keusch
  - La Vie des autres, de Florian Henckel von Donnersmarck.
  - Munich, de Steven Spielberg, sur l'opération Colère de Dieu après le massacre des J.O de Munich en 1972.
  - Raisons d'État, de Robert De Niro.
- 2007 : 
  - La Guerre selon Charlie Wilson de Mike Nichols.
  - Agent double, de Billy Ray.
  - La Vengeance dans la peau, de Paul Greengrass.
- 2008 : 
  - Secret défense de Philippe Haïm.
  - Mensonges d'État de Ridley Scott.
  - Angles d'attaque de Pete Travis.
  - L'Entente cordiale de Vincent de Brus.
  - Taken de Pierre Morel.
- 2009 : 
  - Espion(s), de Nicolas Saada.
  - Une affaire d'État d’Éric Valette.
  - L'Affaire Farewell de Christian Carion.
  - Inglourious Basterds de Quentin Tarantino
- 2010 : 
  - Fair Game de Doug Liman.
  - Agent Special de Corey Yuen.
  - The Ghost Writer de Roman Polansk.
  - From Paris with Love de Pierre Morel.
  - Salt de Phillip Noyce.
  - Norwegian Ninja de Thomas Cappelen Malling.
- 2011 : 
  - La Taupe, de Tomas Alfredson.
  - Secret Identity, de Michael Brandt.
- 2012 : 
  - Le Quatrième Pouvoir de Dennis Gansel.
  - Sécurité rapprochée, de Daniel Espinosa.
  - Piégée, de Steven Soderbergh.
  - Menace d'État de Hadi Hajaig.
  - Taken 2, d'Olivier Megaton.
  - Argo, de Ben Affleck.
  - Agent Hamilton : But Not If It Concerns Your Daughter de Tobias Falk.
- 2013 : 
  - Möbius, d'Éric Rochant.
  - The East, de Zal Batmanglij.
  - Three Days to Kill, de McG.
- 2014 : 
  - The Ryan Initiative de Kenneth Branagh.
  - Agents très spéciaux : Code UNCLE de Guy Ritchie.
  - Un homme très recherché, de Anton Corbijn, adaptation du livre éponyme de John le Carré.
- 2015 : 
  - Kingsman : Services secrets de Matthew Vaughn.
  - Le Pont des espions de Steven Spielberg.
- 2016 : 
  - Snowden de Oliver Stone
  - La Mécanique de l'ombre de Thomas Kruithof.
- 2017 : 
  - Kingsman : Le cercle d'or de Matthew Vaughn.
  - Atomic Blonde de David Leitch.
  - Stratton de Simon West.
- 2018 : 
  - The Spy Gone North de Yoon Jong-bin.
  - Red Joan de Trevor Nunn.
  - L'ange du Mossad de Ariel Vromen.
  - Red Sparrow de Francis Lawrence.
- 2019 : 
  - Official Secrets de Gavin Hood.
  - The Coldest Game de Łukasz Kośmicki.
  - Anna de Luc Besson.
- 2020 : 
  - Jeux d'espions d'Adrian Bol.
  - Un espion ordinaire de Dominic Cooke.
- 2021 : Sans aucun remords de Stefano Sollima.
- 2022 : 
  - 355 de Simon Kinberg.
  - Operation Fortune: Ruse de guerre de Guy Ritchie.

## Films d'espionnage plus fantaisistes
1957 : Action immédiate de Maurice Labro.

### Franchises de films
- La série des films James Bond.
- La série Jason Bourne adaptée des romans de Robert Ludlum :

1. La Mémoire dans la peau (The Bourne Identity) de Doug Liman (2002)
2. La Mort dans la peau (The Bourne Supremacy) de Paul Greengrass (2004)
3. La Vengeance dans la peau (The Bourne Ultimatum) de Paul Greengrass (2007)
4. Jason Bourne : L'Héritage (The Bourne Legacy) de Tony Gilroy (2012)
5. Jason Bourne 5 (2016)

- La saga Mission impossible

1. Mission impossible (1996)
2. Mission impossible 2 (2000)
3. Mission impossible 3 (2006)
4. Mission impossible : Protocole Fantôme (2011)
5. Mission impossible : Rogue Nation  (2015)
6. Mission impossible : Fallout (2018)
7. Mission impossible : Dead Reckoning (2023)
8. Mission: Impossible - The Final Reckoning (2025)

- Les OSS 117 :

- Série d'André Hunebelle : 
1. OSS 117 se déchaîne (1963)
2. Banco à Bangkok pour OSS 117 (1964)
3. Furia à Bahia pour OSS 117 (1965)
4. Pas de roses pour OSS 117 (1968).
5. OSS 117 n'est pas mort, de Jean Sacha (1957).
6. Le Bal des espions, de Michel Clément et Umberto Scarpelli (1960).
7. Atout cœur à Tokyo pour OSS 117, de Michel Boisrond (1966).
8. Cinq Gars pour Singapour, de Bernard Toublanc-Michel (1967).
9. Le vicomte règle ses comptes, de Maurice Cloche (1967).
10. OSS 117 prend des vacances, de Pierre Kalfon (1970).
11. OSS 117 tue le taon (téléfilm), d'André Leroux (1971).

- Pastiches hommages cinéphiliques d'Hazanavicius et Bedos (à rapprocher des comédies d'espionnage ci-après) :
1. OSS 117 : Le Caire, nid d'espions (2006).
2. OSS 117 : Rio ne répond plus (2009).
3. OSS 117 : Alerte rouge en Afrique noire (2021).

- La série XXX :

1. XXx (2002).
2. xXx² : The Next Level (2005).
3. xXx: Reactivated (2017).

- Série Coplan :

1. Action immédiate (1957)
2. Coplan prend des risques (1964)
3. Coplan agent secret FX 18 (1964)
4. Coplan FX 18 casse tout (1965)
5. Coplan ouvre le feu à Mexico (1967)
6. Coplan sauve sa peau (1968)

## Films de science-fiction avec espionnage
- 1926 : Miss Mend de Boris Barnet et Fedor Otsep.
- 1942 : L'Agent invisible contre la Gestapo de Edwin L. Marin.
- 1943 : 
  - L'Agent secret de Seymour Kneitel.
  - Batman de Lambert Hillyer
- 1950 : Mission dangereuse de Roy Ward Baker
- 1953 : M7 ne répond plus d'Anthony Asquith
- 1960 : Les Mystères d'Angkor de William Dieterle.
- 1965 : 
  - Alphaville, une étrange aventure de Lemmy Caution de Jean-Luc Godard.
  - Station 3 : Ultra Secret de John Sturges.
- 1966 : 
  - Cartes sur table de Jesús Franco.
  - L’espion qui venait du surgelé de Mario Bava.
- 1968 : Danger : Diabolik ! de Mario Bava
- 1969 : Sumuru, la cité sans hommes de Jesús Franco.
- 1972 : Les espions meurent à l'aube de Robert Day
- 1987 : Les Aventures d'Eddie Turley de Gérard Courant.
- 1997 : Men In Black de Barry Sonnenfeld.
- 2002 : 
  - Cypher de Vincenzo Natali.
  - Men in Black 2 de Barry Sonnenfeld.
- 2010 : Inception de Christopher Nolan.
- 2012 : 
  - Lock Out de James Mather et Stephen St. Leger.
  - Men in Black 3 de Barry Sonnenfeld.
- 2019 : Men in Black: International de F. Gary Gray.
- 2020 : Tenet de Christopher Nolan.
- 2021 : Hansel et Gretel, agents secrets de Aleksey Tsitsilin.

## Films de comédies d'espionnage
- 1921 : The Bell Hop de Larry Semon et Norman Taurog.
- 1926 : 
  - Le Mécano de la « General » de Buster Keaton et Clyde Bruckman.
  - Madame Mystery de Richard Wallace et Stan Laurel.
  - Hands Up! de Clarence G. Badger.
- 1933 : 
  - L'Irrésistible de Lloyd Bacon.
  - Mission secrète de Jean-Louis Bouquet.
- 1940 : 
  - Murder in the Air de Lewis Seiler.
  - Under Your Hat  de Maurice Elvey.
  - Georges se débrouille de Marcel Varnel.
  - Law and Disorder de David MacDonald.
- 1941 : Espions volants de Frank McDonald.
- 1942 : 
  - Mon espion favori de Tay Garnett.
  - Two Yanks in Trinidad de Gregory Ratoff.
  - La Blonde de mes rêves de Sidney Lanfield.
  - Le Pas de l'oie de Will Hay et Basil Dearden.
  - Powder Town de Rowland V. Lee.
  - Attention, Soft Shoulders de Oliver HP Garrett.
  - Espionne aux enchères de Sidney Lanfield.
  - À nous la marine de Frank Ryan et William Hamilton.
- 1943 : 
  - Spies de Chuck Jones.
  - Ghosts on the Loose de William Beaudine.
  - Confusions of a Nutzy Spy de Norman McCabe.
- 1946 : 
  - Une nuit à Casablanca de Archie Mayo.
  - Lisbon Story de Paul L. Stein.
- 1949 : I'm Not Mata Hari (Yo no soy la Mata-Hari) de Benito Perojo.
- 1951 : Espionne de mon cœur de Norman Z. McLeod.
- 1959 : Le chat miaulera trois fois de Stefano Vanzina.
- 1961 : C'est pas toujours du caviar de Géza von Radványi.
- 1962 :
  - Astronautes malgré eux de Norman Panama.
  - Les Trois Ennemis de Giorgio Simonelli.
- 1963 : 
  - À toi de faire... mignonne de Bernard Borderie.
  - L'Honorable Stanislas, agent secret de Jean-Charles Dudrumet.
- 1964 : 
  - 002 Agents secrets de Lucio Fulci.
  - X3, agent secret de Ralph Thomas.
  - Laissez tirer les tireurs de Guy Lefranc.
  - Les Barbouzes de Georges Lautner.
- 1965 : 
  - 002 Operazione Luna de Lucio Fulci
  - Two Sergeants of General Custer de Giorgio Simonelli.
  - Slå først Frede! d'Erik Balling.
  - Dr. Goldfoot and the Bikini Machine de Norman Taurog.
  - Marie-Chantal contre Dr Kha de Claude Chabrol.
  - Pleins feux sur Stanislas de Jean-Charles Dudrumet.
  - L'Espion aux pattes de velours de Robert Stevenson.
  - Le commissaire X traque les chiens verts de Gianfranco Parolini.
- 1966 : 
  - Matt Helm, agent très spécial de Phil Karlson.
  - Barbouze chérie de José María Forqué.
  - D pour danger de Ronald Neame et Cliff Owen.
  - L’espion qui venait du surgelé de Mario Bava.
  - Le Gros Coup des sept hommes en or de Marco Vicario.
  - Notre homme Flint de Daniel Mann.
- 1967 : 
  - Cinq Gars pour Singapour de Bernard Toublanc-Michel.
  - La Folle Mission du docteur Schaeffer (The President's Analyst) de Theodore J. Flicker (en).
  - Le Fou du labo 4 de Jacques Besnard.
  - F comme Flint de Gordon Douglas.
  - Passion of spies de Yefim Gamburg.
  - L'Espion au chapeau vert de Joseph Sargent.
- 1968 : 
  - Les Filles du code secret de David Greene
  - Matt Helm règle son comte dePhil Karlson.
- 1969 : Commissaire X et les Trois Serpents d'or de Roberto Mauri.
- 1970 : Et qu'ça saute ! de Guy Lefranc.
- 1972 : Le Grand Blond avec une chaussure noire de Yves Robert.
- 1973 : Le Magnifique de Philippe de Broca.
- 1974 : 
  - Les 'S' Pions d'Irvin Kershner.
  - Retour du grand blond  de Yves Robert.
- 1975 : 
  - Objectif Lotus de Robert Stevenson.
  - Les Mimosas veulent aussi fleurir de Helmut Meewes.
  - Le Faux-cul de Roger Hanin.
- 1980 : Jeux d'espions de Ronald Neame.
- 1983 : Le Retour des agents très spéciaux, de Ray Austin.
- 1984 : Top secret ! de David Zucker.
- 1985 : 
  - Touché ! (Gotcha).
  - L'Homme à la chaussure rouge de Stan Dragoti.
- 1989 : Vanille Fraise de Gérard Oury.
- 1991 : La Totale ! de Claude Zidi.
- 1994 : Bons baisers de Pékin de Stephen Chow et Lee Lik-chi.
- 1996 : 
  - Agent zéro zéro, de Rick Friedberg.
  - Espions en herbe de John Murlowski.
  - Harriet la petite espionne de Bronwen Hughes.
- 1997 : 
  - L'Homme qui en savait trop… peu de Jon Amiel.
  - Le Nouvel Espion aux pattes de velours de Bob Spiers.
- 1999 : Wild Wild West de Barry Sonnenfeld.
- 2000 : Company Man de Peter Askin et Douglas McGrath.
- 2001 : 
  - Comme chiens et chats ou Chats et chiens de Lawrence Guterman
  - Les Hommes de Sa Majesté de Stefan Ruzowitzky.
- 2002 : Le Smoking de Kevin Donovan.
- 2003 : 
  - Espion et demi de Betty Thomas.
  - Cody Banks, agent secret de Harald Zwart.
- 2004 : 
  - Double Zéro de Gérard Pirès.
  - Cody Banks, agent secret 2 : Destination Londres de Kevin Allen.
- 2005 : Mr. et Mrs. Smith, de Doug Liman.
- 2007 : Nom de Code : Le Nettoyeur de Les Mayfield.
- 2008 : 
  - Crazy Lee, agent secret coréen de Ryoo Seung-wan.
  - Mon espion préféré de George Gallo.
  - Burn After Reading de Joel et Ethan Coen.
- 2009 : 
  - Duplicity de Tony Gilroy.
  - Mission-G de Hoyt Yeatman.
  - Hitler est kaput ! de Marius Waisberg.
  - Totally Spies! Le Film de Pascal Jardin.
- 2010 : 
  - Kung Fu Nanny de Brian Levant.
  - Comme chiens et chats : La Revanche de Kitty Galore de Brad Peyton
  - Night and Day de James Mangold.
  - Harriet l'espionne : La Guerre des blogs de Ron Oliver.
- 2012 : 
  - Rjevski contre Napoléon de Marius Waisberg.
  - The Spies de Woo Min-ho.
  - Big Time Movie de Savage Steve Holland.
  - Target de Joseph McGinty Nichol.
- 2013 : 
  - The Spy : Undercover Operation de Lee Seung-jun.
  - Eunmilhage widaehage de Jang Cheol-soo.
- 2014 : 
  - Bang Bang! de Siddharth Anand.
  - Agents super zéro (Les nouvelles aventures de Mortadel et Filemon) de Javier Fesser.
- 2015 : 
  - American Ultra de Nima Nourizadeh.
  - Anacleto : Secreto agente de Javier Ruiz Caldera.
  - Charlie Mortdecai de David Koepp.
  - Spy de Paul Feig.
- 2016 : 
  - Les Espions d'à côté de Greg Mottola.
  - Master spy de Pieter van Rijn.
  - Agents presque secrets de Rawson Marsh.
  - Grimsby : Agent trop spécial de Louis Leterrier.
- 2017 : Part-Time Spy de Kim Deok-su.
- 2018 : L'Espion qui m'a larguée de Susanna Fogel.
- 2019 : 
  - Les Incognitos de Nick Bruno et Troy Quane.
  - Spycies de Guillaume Ivernel.
  - Hero de Karen Oganesyan.
- 2020 : 
  - Mon espion de Peter Segal.
  - Comme chiens et chats : Patte dans la patte de Sean McNamara
  - Spy Intervention de Drew Mylrea.
  - Le Lion de Ludovic Colbeau-Justin.

### Franchises de films comiques d'espionnage
- Le Monocle de Georges Lautner :

1. Le Monocle noir (1961),
2. L'Œil du Monocle (1962),
3. Le Monocle rit jaune (1964).

- La série Austin Powers :

1. 1997 : Austin Powers,
2. 1999 : Austin Powers 2 : L'Espion qui m'a tirée,
3. 2002 : Austin Powers dans Goldmember.

- Comme chiens et chats, série de films :

1. Comme chiens et chats (2001),
2. Comme chiens et chats : La Revanche de Kitty Galore (2010),
3. Comme chiens et chats : Patte dans la patte (2020).

- Spy Kids, série de films de Robert Rodriguez.

1. Spy Kids (2001).
2. Spy Kids 2 : Espions en herbe (2002).
3. Spy Kids 3 : Mission 3D (2003).
4. Spy Kids 4: All the Time in the World (2011).

- Johnny English, série :

1. Johnny English, de Peter Howitt (2003).
2. Johnny English le Retour d'Oliver Parker (2011).
3. Johnny English contre-attaque de David Kerr (2018).

- OSS 117, série de Michel Hazanavicius comme ci-avant :

1. OSS 117 : Le Caire, nid d'espions (2006).
2. OSS 117 : Rio ne répond plus (2009).
3. OSS 117 : Alerte rouge en Afrique noire (2021).